# (13926) Berners-Lee
(13926) Berners-Lee (1986 XT) – planetoida z grupy pasa głównego asteroid okrążająca Słońce w ciągu 4,1 lat w średniej odległości 2,56 j.a. Odkryta 2 grudnia 1986 roku.